# The Stranger (film 2022)
The Stranger è un film del 2022 diretto da Thomas M. Wright.
La pellicola è tratta dalla storia vera dell'indagine che incastrò il responsabile del rapimento e dell'assassinio di un bambino, caso che sconvolse l'Australia nei primi anni 2000.
Il film è stato presentato al Festival di Cannes 2022 nella sezione Un Certain Regard.

## Trama
La polizia australiana sospetta Henry Teague del rapimento e dell'omicidio di un tredicenne scomparso otto anni prima nel Queensland, ma non ha prove. Si decide quindi di usare una complessa procedura codificata per ottenere una confessione, mentre comunque la ricerca delle prove prosegue. 
L'agente di polizia sotto copertura Paul Emery si presenta a Teague durante un lungo viaggio in autobus e stringe amicizia con lui. Dopo essersi guadagnato la fiducia e la simpatia di Teague, Emery lo presenta a un conoscente criminale, Mark Frame. Frame, agente sotto copertura a sua volta, offre a Teague un lavoro di basso livello in una presunta organizzazione criminale. Frame ed Emery sottolineano che l'organizzazione apprezza l'onestà più di ogni altra cosa e spingono Teague a rivelare qualsiasi precedente criminale che potrebbe metterla a repentaglio. Teague ammette di essere stato in prigione tanti anni prima con una condanna di due anni per aggressione.
Quindi Teague viene reclutato per aiutare a ottenere un passaporto falso e un biglietto aereo per far uscire dal paese Emery, del quale si simula si sia cacciato in un grande guaio. Prima di fingere di lasciare il paese, Emery esorta Henry a fidarsi di Frame e a essere onesto con l'organizzazione. Frame diventa allora un mentore per Teague, rendendolo sempre più partecipe alle attività dell'organizzazione e presentandolo a personaggi sempre più influenti. 
Teague si fida di Mark diventandovi anche amico e arrivando anche a svelare un velato interesse sessuale nei suoi confronti. Da parte sua, Frame, è sempre più coinvolto emotivamente con sonni sempre più turbati e ansie nei confronti del figlio che praticamente ha l'età della presunta vittima di Teague. Frame trasmette tutte le informazioni ottenute da Teague alla detective capo Kate Rylett, che indaga ulteriormente. Rylett trova dei buchi nell'alibi di Teague per la notte del rapimento e scopre il fatto che, sotto un altro nome, era stato condannato per una precedente aggressione a un altro bambino; questo la convince della sua colpevolezza. Dopo che Teague scompare brevemente, la polizia teme che possa essere diventato ansioso. I finti criminali, in realtà poliziotti, comunicano a Teague che sta per essere accusato. Frame dice allora a Henry che John, loro capo, ha bisogno di vederlo. 
John ricorda a Teague che la sua organizzazione può dargli una nuova vita, come hanno fatto con Emery. Per rendere ciò possibile, John dice al suo sottoposto che deve rivelare tutti i dettagli del crimine in modo che le prove possano essere cancellate. Alle strette, Henry Teague si convince a confessare ma poi la polizia, avendo bisogno di prove, lo spinge a mostrare la scena del crimine, dove finalmente viene arrestato. 
Gli anni trascorsi e un'inondazione dell'area, costringono a difficoltosissime ricerche che impegnano un gran numero di uomini e di mezzi per poter trovare le prove che incastrino Teague che, una volta accusato, ha ritrattato la confessione. Dopo molti giorni di ricerche uno delle decine di ufficiali impegnati trova qualcosa nel terreno.

## Produzione

### Riprese
Le riprese, svolte nell'Australia del sud, sono iniziate il 29 ottobre 2020.